# Loper (schaken)
De loper (Engels: bishop) is een van de zes verschillende stukken in het schaakspel. Hij wordt ook wel raadsheer of bisschop genoemd.

## Beginpositie
Aan het begin van de partij hebben beide spelers elk twee lopers. Ze staan opgesteld naast respectievelijk de koning en de dame. Wit heeft dus een loper op c1 en f1. De zwartspeler heeft lopers op c8 en f8 staan.

## Loop van de lopers
Een loper kan zich uitsluitend in diagonale richting bewegen, tot het eerste veld op de diagonaal vóór een eigen stuk of het eerste veld mét een vijandelijk stuk – het vijandelijke stuk wordt dan geslagen.
- Staat de loper aan de rand of in de hoek van het schaakbord, dan bestrijkt hij zeven velden.
- Staat de loper op een van de centrumvelden, dan bestrijkt hij dertien velden.

De twee lopers samen bestrijken maximaal 26 velden, dat is circa 41% van het schaakbord.

## Benamingen

### Wit- en zwartveldige lopers
Er wordt in de schaakterminologie onderscheid gemaakt tussen witveldige en zwartveldige lopers, omdat dit stuk zich gedurende het hele spel slechts op velden van één kleur kan bewegen. Een witveldige loper blijft dus altijd op een wit veld staan, en een zwartveldige loper op een zwart veld. De velden f1 en c8 zijn wit, dus de lopers die hier beginnen zijn witveldig. De lopers op c1 en f8 zijn zwartveldig.
In plaats van witveldige resp. zwartveldige loper spreekt men ook wel kortweg van de witte en zwarte loper. Deze laatste benaming kan echter verwarrend werken, aangezien de stukken zelf ook wit of zwart zijn.
Ook wordt wel gesproken over de dameloper en koningsloper, al naargelang de beginopstelling van de betreffende loper. De witte koningsloper is witveldig, de zwarte koningsloper zwartveldig.

### Ongelijke lopers
De term ongelijke lopers wordt door schakers nogal eens gebezigd, meestal in de context van een eindspel dat een grote remise-tendens vertoont. Wanneer een van beide spelers een witveldige loper heeft en de ander een zwartveldige loper, ontstaat regelmatig een situatie waarbij geen van beide spelers verder kan komen omdat de stukken van de tegenstander zich bevinden op de velden die de loper niet bestrijkt. Zelfs wanneer materieel gezien de verhoudingen niet gelijk zijn, kan dit betekenen dat de partij in remise eindigt.
In het middenspel heeft over het algemeen de aanvallende speler baat bij ongelijke lopers.

## Sterkte
Aan een loper wordt traditioneel een relatieve waarde van 3 punten gegeven. De loper is daarmee ongeveer drie keer zoveel waard als een pion, en evenveel als het paard. 
De feitelijke waarde hangt echter erg van de stelling af. In een open stelling, zonder vastgelegde pionformaties, is een loper het sterkst; hij heeft dan een grotere actieradius. Een loper kan slechts de velden van één kleur bestrijken en heeft daardoor ook zwakke kanten: als een loper gehinderd wordt door eigen vastgelegde pionnen die op zijn kleur staan, spreken we van een zwakke loper. Als een loper niet op die manier gehinderd wordt, heeft hij meer mogelijke velden waar hij naartoe kan gaan en spreken we van een sterke loper.
Omdat een loper een grotere actieradius heeft dan een paard, is hij in het eindspel sterker dan een paard als er nog op twee vleugels gespeeld wordt: de loper kan immers snel van de ene vleugel naar de andere vleugel verplaatst worden. Ook heeft de loper, vooral in het eindspel, het voordeel dat hij en de pion elkaar dekking kunnen geven, dit in tegenstelling tot het paard. Een dubbele aanval kan dus makkelijker worden ontweken met een loper.

## Bijzondere situaties
Een bijzonder voorbeeld van een zwakke loper in het eindspel is de situatie waarin de loper het promotieveld van een overgebleven randpion (op kolom a of h) niet kan beschermen, terwijl ook de koning die taak niet (meer) kan vervullen. Zie diagram; zou wit een paard of een witveldige loper hebben, dan zou hij de zwarte koning van het promotieveld kunnen verjagen en de partij winnen. Echter in de gegeven opstelling is het enige wat zwart hoeft te doen om remise te houden, zijn koning in en uit de hoek te spelen; afgezien van triviale zetten met zijn koning of loper heeft wit in dat geval slechts de keus tussen óf zijn pion offeren, óf de zwarte koning pat zetten.
Als de overgebleven pion niet op de rand maar op een van de kolommen b t/m g staat is de stelling bij correct spel altijd gewonnen voor wit, zelfs wanneer de overgebleven loper een andere veldkleur heeft dan het promotieveld; immers doordat de zwarte koning naar een tegenoverliggende kolom kan uitwijken, heeft hij niet de mogelijkheid zichzelf pat te laten zetten tenzij door een blunder van wit. In geval van nood kan wit zijn loper ook nog benutten voor een tempozet, wat voor zwart door gebrek aan materiaal eveneens onmogelijk is (in de situatie van de randpion hebben tempozetten met de loper geen nut). In alle gevallen kan de witte koning vroeg of laat ongehinderd de 7e rij bereiken en het promotieveld veiligstellen.
We spreken van het loperpaar wanneer een van de spelers nog over beide lopers beschikt, terwijl de andere speler nog slechts één loper heeft of geen lopers meer heeft. Dit is een voordeel als de stelling open is, terwijl paarden vaak handiger zijn bij gesloten stellingen.

## In andere talen
De naam die men aan het schaakstuk geeft verschilt sterk per taal. In het Frans heet de loper fou (lett: "nar"), in het Spaans alfil ("olifant", uit het Arabisch) en in het Engels bishop. Deze laatste benaming verklaart het symbool voor een loper: meestal een bisschopsmijter.